# Ernst Giese (Architekt)

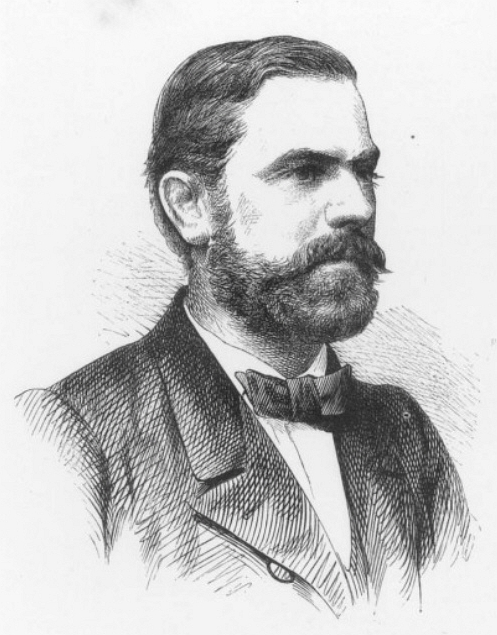
Ernst Giese (aus einer Zeitung vom 22. Juli 1865)

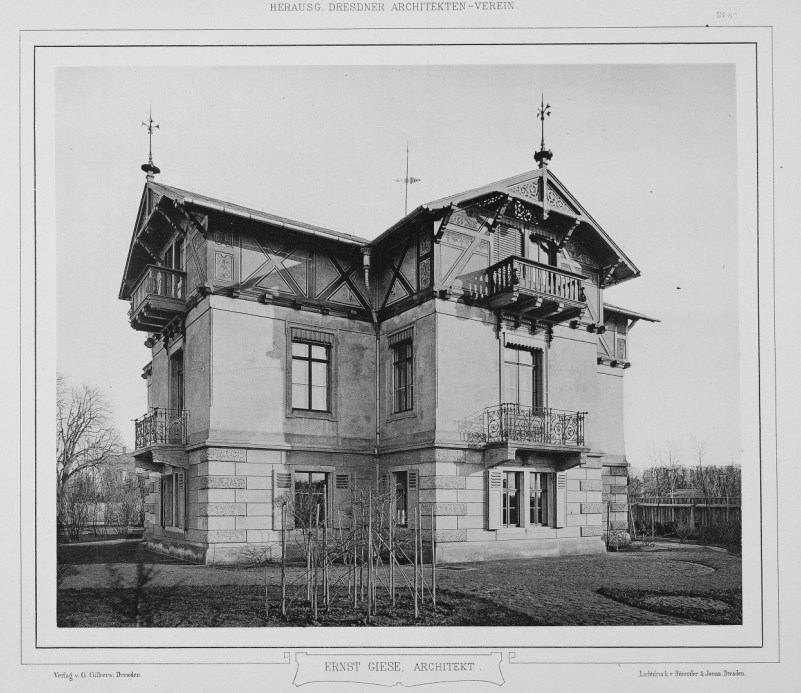
Villa Barteldes in Dresden;
Lichtdruck von Römmler & Jonas, um 1875

Ernst Giese (* 16. April 1832 in Bautzen; † 12. Oktober 1903 in Charlottenburg; vollständiger Name: Ernst Friedrich Giese) war ein deutscher Architekt und Hochschullehrer an der Düsseldorfer Kunstakademie und an der Technischen Hochschule Dresden; er führte die Titel „Baurat“ und (königlich sächsischer) „Geheimer Hofrat“.

## Leben und Wirken
Giese wuchs als zweiter Sohn von Carl Christian Giese (1786–1861) und dessen Frau Johanna, geborene Fiebinger, in Bautzen auf. Dort besuchte er das Gymnasium. Anschließend studierte er am Polytechnikum Dresden und an der Dresdner Kunstakademie, unter anderem bei Hermann Nicolai. Von 1855 bis 1858 hielt sich Giese mit einem Reisestipendium zu Studienzwecken in Italien auf.
Nach der Italienreise kehrte er nach Dresden zurück und führte dort ein gemeinsames Architekturbüro mit Bernhard Schreiber. 1866 folgte Giese einem Ruf als Professor für Baukunst an die Düsseldorfer Kunstakademie. Diese Funktion führte er nebenberuflich aus. In Düsseldorf gebar seine Frau Gertrud, geborene Barteldes, 1867 den ersten Sohn Max Eduard, der Landschaftsmaler wurde, und 1871 den zweiten Sohn Friedrich, der als Architekt in sein späteres Dresdener Büro eintrat. Da sich ihm in Düsseldorf nicht die Möglichkeiten boten, die er sich erhofft hatte, kehrte er 1872 nach Dresden zurück und schloss sich zunächst mit dem Architekten Friedrich O. Hartmann zusammen. Im August 1873 holte er für eine kurze Zeit Cornelius Gurlitt in sein Dresdener Büro. 1874 trennte er sich von Hartmann und arbeitete für die folgenden 17 Jahre mit Paul Weidner (1843–1899) zusammen (Giese & Weidner).
1878 wurde Giese als ordentlicher Professor für Baukunst an das Polytechnikum Dresden (seit 1890: Technische Hochschule Dresden) berufen, diese Lehrtätigkeit übte er bis zum Herbst 1900 aus. Das gemeinsame Architekturbüro mit Weidner bestand parallel dazu bis 1891, von da an arbeitete Giese mit seinem Sohn Friedrich zusammen (Giese & Sohn). Ein Beleg für das fachliche Renommee, das sich Ernst Giese als Architekt und Hochschullehrer erwarb, ist auch seine 1892 erfolgte Berufung als ordentliches Mitglied der Preußischen Akademie der Künste. Nach seiner Emeritierung im Jahr 1900 übersiedelte Giese nach (Berlin-)Charlottenburg, wo er 1903 verstarb.
Zu seinen Schülern in Dresden zählte der Architekt Julius Graebner.

## Bauten und Entwürfe (Auswahl)

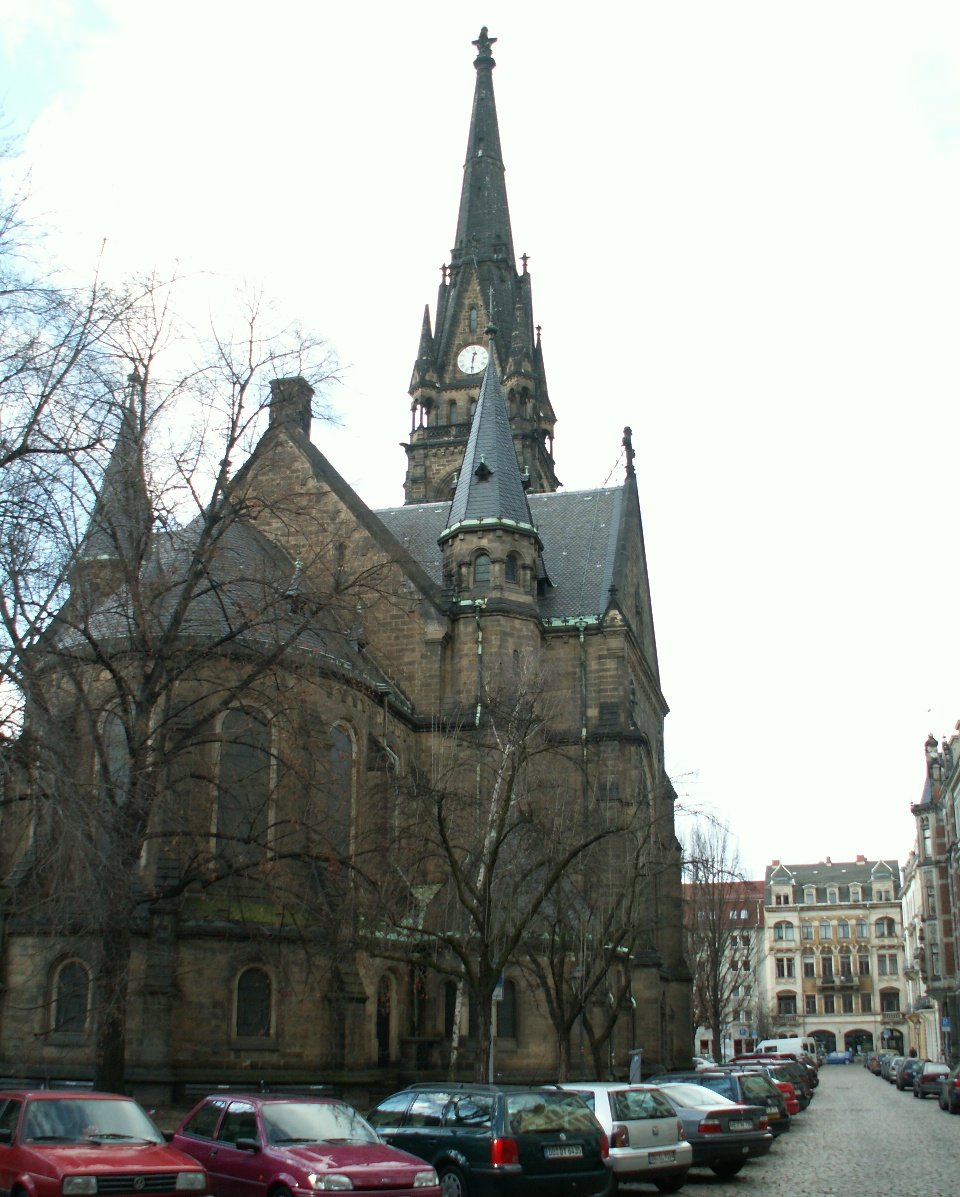
Martin-Luther-Kirche in Dresden

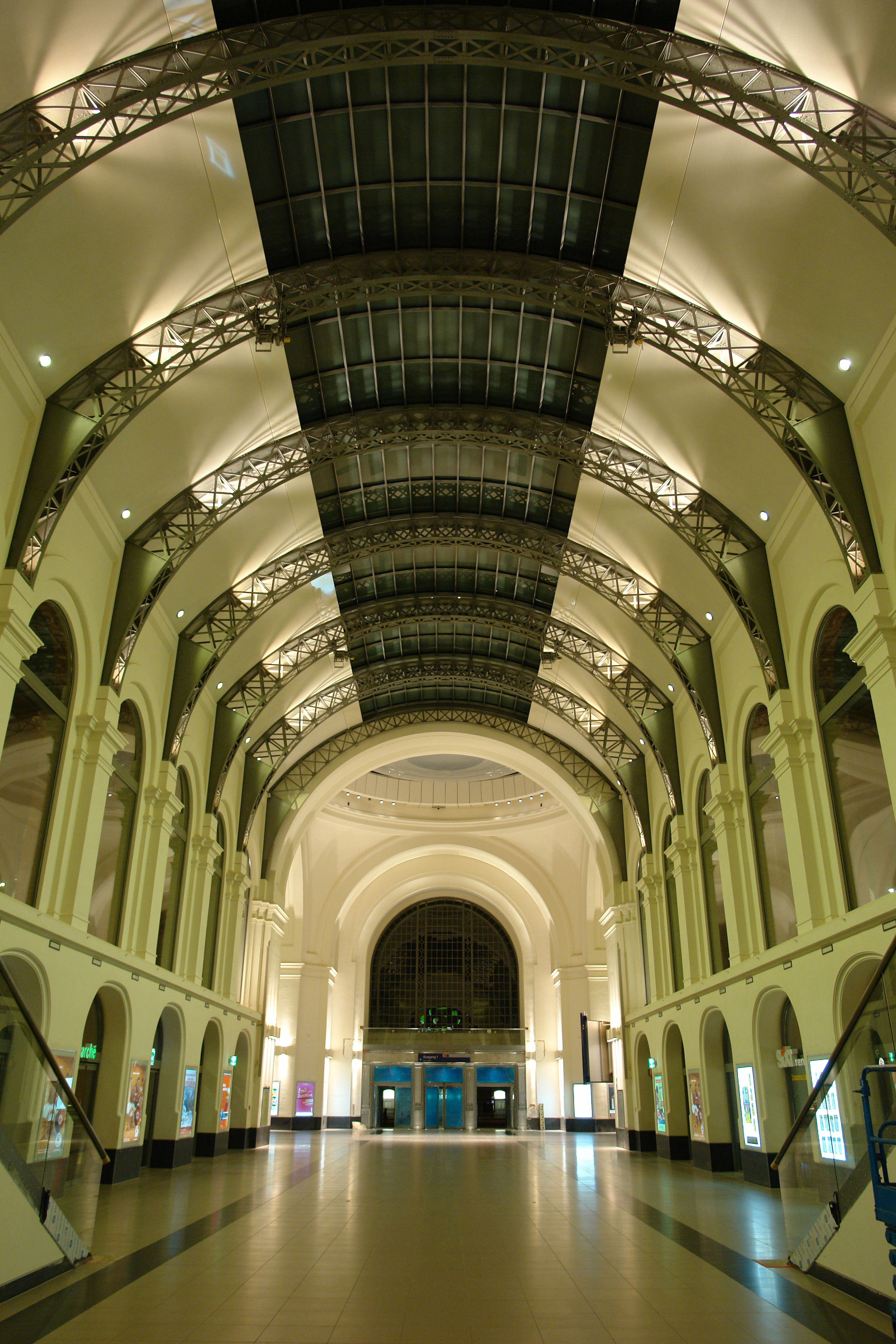
Haupthalle des Dresdner Hauptbahnhofs

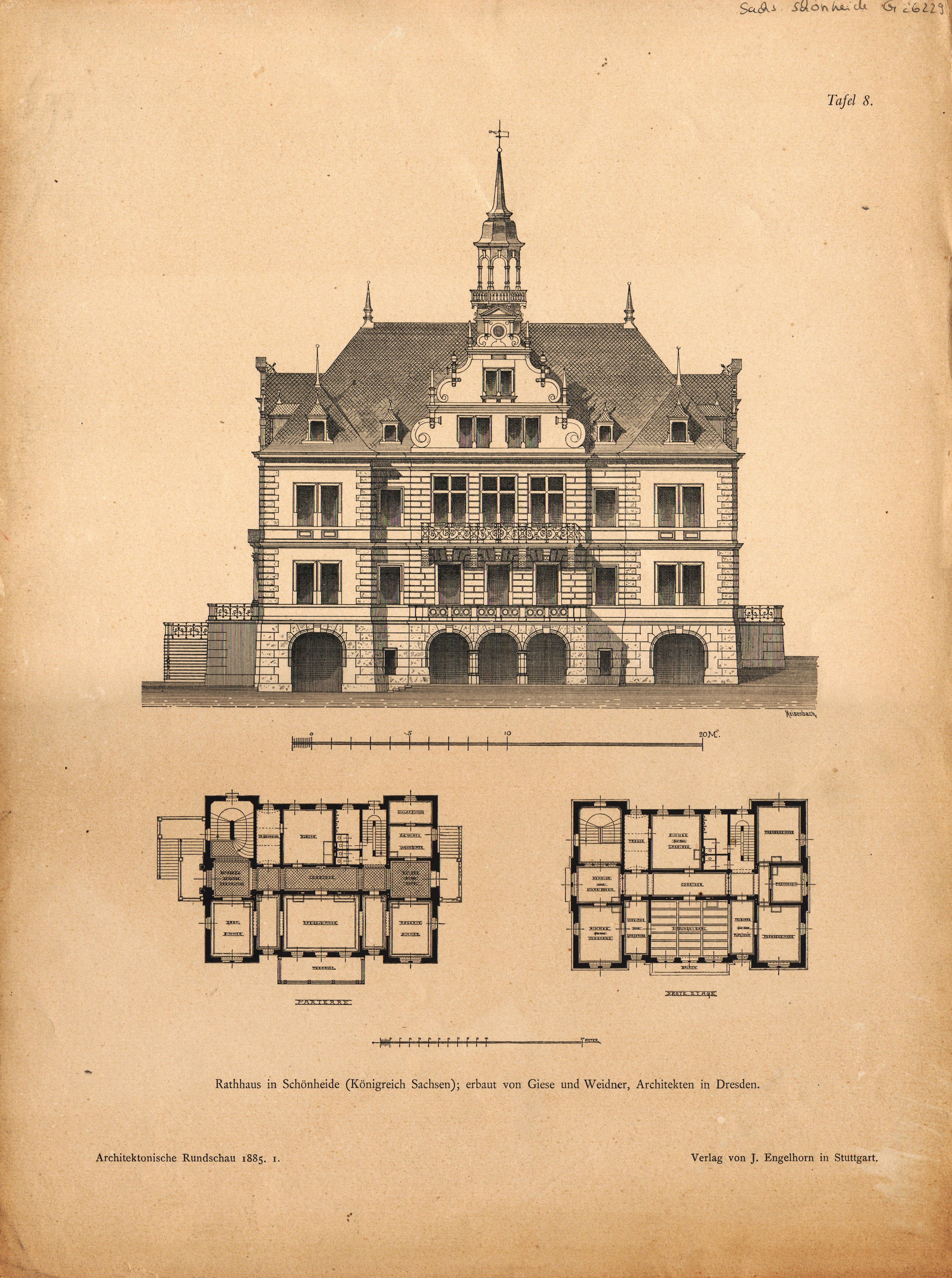
Im Stil der Neorenaissance entstand 1882 das Rathaus Schönheide.

(in Zusammenarbeit mit den jeweiligen Büropartnern Schreiber, Hartmann oder Weidner bzw. seinem Sohn)
- 1866: Totenhalle des Neuen Jüdischen Friedhofs in Dresden-Johannstadt, später als Synagoge genutzt
- 1873–1875: Stadttheater Düsseldorf (seit 1920: Opernhaus), heute Spielstätte der Deutschen Oper am Rhein (stark verändert)
- 1875: Villa Barteldes in Blasewitz bei Dresden
- 1875 Wettbewerbsentwurf, 1878–1881 Ausführung: Kunsthalle Düsseldorf (zerstört)
- 1875: Stadtbad in Löbau (heutiges Restaurant „König-Albert-Bad“, vollständig saniert)
- 1877–1879: Entomologisches Museum „Ludwig Salvator“ für Ludwig Wilhelm Schaufuß (1833–1890) in Blasewitz bei Dresden
- 1878–1880: Stammhaus des Spirituosenunternehmens Underberg, sog. Underberg-Palais, in Rheinberg
- 1882: Rathaus in Schönheide[2]
- 1882–1883: Gewandhaus in Bautzen
- 1882 Wettbewerbsentwurf, 1883–1887 Ausführung: Martin-Luther-Kirche in Dresden
- 1883–1884: Villa Wolf in Dresden, Altenzeller Straße 50 (Giese & Weidner)[3]
- 1885: Umbau des Herrenhauses Hohenhaus in Zitzschewig, Barkengasse 6
- 1890: Wettbewerbsentwurf für die Lutherkirche in Radebeul
- 1891: Sandsteinkanzel der Maria-und-Martha-Kirche in Bautzen.[4]
- 1892–1897: Hauptbahnhof Dresden (Giese und Weidner in Zusammenarbeit mit Arwed Rossbach)
- 1893–1894: Villa Jacoby in Blasewitz bei Dresden, Lothringer Weg 2 (zerstört)
- 1896: katholische Rosenkranz-Kirche in Radibor (Sachsen)
- 1896: Kriegerdenkmal für die Gefallenen des Deutsch-Französischen Kriegs 1870/1871 auf dem Klusenberg in Altena
- 1898 Wettbewerbsentwurf,[5] 1899–1901 Ausführung[6]: evangelische Lukaskirche in Chemnitz, Josephinenplatz (zerstört)